# Rein Taaramäe
Rein Taaramäe, född 24 april 1987 i Tartu, är en estländsk professionell tävlingscyklist som tävlar för UCI Professional stall Astana Pro Team.

## Karriär

### Amatörkarriär
Som 18-åring blev Taaramäe uttagen till det estländska juniorlandslaget. Han slutade tvåa i det kroatiska loppet Kroz Istru, trea i Fredsloppet för juniorer och deltog i juniorvärldsmästerskapen, där han slutade på 11:e plats i tempoloppet och 90:e plats i linjeloppet.
Rein Taaramäe flyttade till Frankrike under året 2006, då han började tävla för klubben Roue d'or saint-amandoise. I klubben cyklade också landsmannen Kalle Kriit. Under sitt första år i klubben vann Taaramäe två tävlingar, Grand Prix de Vougy och Grand Prix de Plouay - två tävlingar i Coupe de France amateur. Han slutade också tvåa i Grand Prix de Saint-Étienne och visade upp sig i Tour du Pays Roannais. Flera stall blev intresserade av att skriva på ett kontrakt med den unga estländaren, däribland Cofidis.

### Proffskarriär
Taaramäe blev professionell med Cofidis-stallet inför säsongen 2008, efter att ha tillbringat höstsäsongen med stallet som stagiaire, det vill säga att han fick prova på proffslivet under några månader. År 2007 vann han en etapp i Circuit des Ardennes. Under sitt första år som professionell cyklist, vann han två etapper på Grand Prix du Portugal och en etapp på Tour de l'Avenir. Senare på året tävlade han för Estland i både linjeloppet och tempoloppet på Olympiska sommarspelen 2008 i Peking, Kina.
Under året 2009 slutade Taaramäe på andra plats på en etapp i Romandiet runt bakom tjecken Roman Kreuziger. När tävlingen var över blev det klart att estländaren hade slutat på tredje plats i den schweiziska tävlingen. Han tog också åttonde plats på Schweiz runt. Taaramäe vann nationsmästerskapen i både linjelopp och tempolopp. Taaramäe vann också Tour de l'Ain framför Chris Horner och David Moncoutié efter att han vunnit den sista etappen på Col du Grand Colombier.
I mars 2010 slutade han sjua på Paris-Nice och tog sedan tredje platsen på Katalonien runt. I juli deltog han i sin första Tour de France. Han var med i en utbrytning under den andra etappen men klev sedan av under den trettonde etappen.
År 2011 tog han fjärde platsen i Paris-Nice och vann ungdomstävlingen. På etapp 14 av Vuelta a España 2011, bröt Taaramäe and spanjoren David de la Fuente ifrån en utbrytargrupp, med två kilometer kvar saktade de la Fuente ned för att kunna hjälpa Juan José Cobo upp för stigningen, vilket innebar att Rein Taaramäe kunde ta sin första etappseger i en Grand Tour.
Under säsongen 2012 slutade han tvåa på Vuelta a Andalucia och tog tredje plats på Étoile de Bessèges. I slutställningen på Paris-Nice  var Taaramäe långt ifrån toppen, men han slutade tvåa på den näst sista etappen bakom Thomas De Gendt. Efter tävlingen fick estländaren veta att han varit sjuk i körtelfeber under tävlingen. När han kom tillbaka från sjukdomen kraschade han under Vuelta a Castilla y León och bröt armbågen.

## Stall
- Cofidis 2008–2014
- Astana Pro Team 2015-